# Adelpha irmina
Adelpha irmina is een vlinder uit de onderfamilie Limenitidinae van de familie Nymphalidae. De wetenschappelijke naam van de soort werd als Heterochroa irmina in 1848 gepubliceerd door Edward Doubleday.